# Madhuca penicillata
Espèce
Statut de conservation UICN

 VUB1+2a : Vulnérable
Classification phylogénétique
Madhuca penicillata est une espèce de plantes à fleurs de la famille des Sapotaceae. C'est un grand arbre de canopée endémique à la Malaisie péninsulaire.

## Description
Arbre atteignant une hauteur de 33 mètres.

## Répartition
Endémique aux forêts de plaine et de collines du Kelantan, de Terengganu,  du Perak, de Selangor et de Negeri Sembilan.

## Conservation
Espèce préservée dans des réserves forestières.